# Les Mots (singolo)
Les Mots è il secondo singolo dell'album Les Mots, il primo "best of" della cantante francese Mylène Farmer, pubblicato il 13 novembre 2001.

## Storia del singolo
Les Mots è il primo singolo del best of dallo stesso nome. Nella canzone la Farmer duetta con Seal, cantante britannico divenuto celebre negli anni novanta. Il testo è scritto metà in francese e metà in inglese e le musiche sono affidate a Laurent Boutonnat.
Seal non parteciperà al videoclip girato da Laurent Boutonnat ma registreà le scene in cui vi compare in America. In compenso il cantante accompagnerà e si esibirà con la Farmer agli NRJ Music Awards del 2002.
Il singolo spopola in Francia, arriva alla seconda posizione della classifica e vende 600.000+ copie in Francia. Ę́ il terzo singolo della sua carriera ad aver venduto di più dopo Désenchantée e  Pourvu qu'elles soient douces.

## Versioni ufficiali
1. Les Mots (Album Version) (4:50)
2. Les Mots (Radio Edit) (4:44)
3. Les Mots (Strings For Souls Mix) (4:44)
4. Les Mots (Live Version 06) (5:06)